# Ocean Eyes (canción)
«Ocean Eyes» (en español: «Ojos de océano») es la canción debut de la cantante estadounidense Billie Eilish. Se lanzó originalmente por SoundCloud el 18 de noviembre de 2015, y como sencillo el 18 de noviembre de 2016, a través de Interscope Records y Darkroom Records, como parte de la promoción de su EP debut Don't Smile at Me (2017). La pista fue escrita por Finneas O'Connell, originalmente él la escribió para su grupo musical.

## Antecedentes y composición
Cuando se le preguntó a Eilish cómo surgió la canción en una entrevista con Ariana Marsh de Teen Vogue, ella comentó: «Además de cantar, también soy bailarina, lo he estado haciendo desde que tenía ocho años. El año pasado, uno de mis maestros me preguntó si yo o mi hermano escribiríamos una canción para bailar, y pensé, "sí, ¡eso es algo genial!", entonces, mi hermano me regaló la canción que él había escrito originalmente para su banda». E
El 18 de noviembre de 2015, se colocó canciónsta en la plataforma SoundCloud con un enlace de descarga gratuito. Hillydilly, un sitio web de descubrimiento de música, lo encontró y lo publicó haciéndose viral.

## Recepción crítica
Chris DeVille de Stereogum dijo que «la canción es puro pop, una balada sobre el anhelo de reconciliación con un ex, me imagino que se convertirá en un gran éxito, y el video del director Megan Thompson ciertamente lo ayudará». Mike Wass de Idolator la describió como una «balada de ensueño». Rebecca Haithcoat de SSENSE la calificó como una «canción dream pop». Mathias Rosenzweig de la revista Vogue dijo que «En la canción innovadora de Billie Eilish, compara el amor con caerse de un acantilado. Como sugiere el título, su voz de soprano también evoca pensamientos del océano bañando la suave percusión y los sintetizadores minimalistas de la canción». Jason Lipshutz de Billboard la describió como «discreta y desgarradora». La canción ha sido llamada «un poco cambiante de synth pop».

## Video musical
El 24 de marzo de 2016 se lanzó un video musical de la canción en la plataforma YouTube, dirigido por Megan Thompson. El 22 de noviembre de 2016 se lanzó un video musical de baile.

## Posicionamiento en listas
| Listas (2018–2019)                        | Mejor posición |
| ----------------------------------------- | -------------- |
| Australia (ARIA)                          | 58             |
| Canadá (Canadian Hot 100)                 | 68             |
| Escocia (Official Charts Company)         | 69             |
| Eslovaquia (Singles Digitál Top 100)      | 88             |
| Estados Unidos (Billboard Hot 100)        | 84             |
| Estados Unidos (Rolling Stone Top 100)    | 75             |
| Irlanda (IRMA)                            | 50             |
| Nueva Zelanda (RMNZ)                      | 38             |
| Portugal (AFP)                            | 99             |
| Reino Unido (UK Singles Chart)            | 72             |
| República Checa (Singles Digitál Top 100) | 62             |
| Suecia (Sverigetopplistan)                | 88             |

## Certificaciones
| País (organismo certificador) | Certificación | Unidades certificadas |
| ----------------------------- | ------------- | --------------------- |
| Alemania (BVMI)               | Oro           | 200 000               |
| Australia (ARIA)              | 4x Platino    | 280 000               |
| Austria (IFPI Austria)        | Oro           | 15 000                |
| Canadá (Music Canada)         | 3x Platino    | 240 000               |
| Dinamarca (IFPI)              | 3x Platino    | 270 000               |
| Estados Unidos (RIAA)         | 3x Platino    | 3 000 000             |
| Francia (SNEP)                | Oro           | 100 000               |
| Italia (FIMI)                 | Oro           | 25 000                |
| México (AMPROFON)             | 2x Platino    | 120 000               |
| Nueva Zelanda (RIANZ)         | Platino       | 30 000                |
| Reino Unido (BPI)             | Platino       | 600 000               |

## Historial de lanzamiento
| País   | Fecha                   | Formato                      | Edición       | Discográfica       | Ref    |
| ------ | ----------------------- | ---------------------------- | ------------- | ------------------ | ------ |
| Varios | 18 de noviembre de 2016 | Descarga digital y streaming | Original      | Interscope Records | [ 33 ] |
| Varios | 13 de enero de 2017     | Descarga digital y streaming | Remix versión | Interscope Records | [ 34 ] |